# Maria Thereza Leite
Maria Thereza Leite (Fortaleza, 11 de dezembro) é uma jornalista e escritora cearense. Recebeu inúmeros prêmios literários nacionais, como Talentos da Maturidade (Banco Real/Santander); Quinhentos Outonos de Prosa e Verso, promovido pela Editora A.G; e Prêmio José Cândido de Carvalho, da Fundação Oswaldo Lima, no Rio de Janeiro. Em Portugal foi premiada nas categorias Conto, com o conto Mosaicos, com o Ensaio “As mulheres na sociedade dos homens” e a Crônica “Almofala, a igreja prateada”. Em Fortaleza foi laureada várias vezes com o Prêmio Ideal Clube de Literatura, nas categorias conto e crônica.

## Biografia
Filha de pais cariocas, Thereza estudou Jornalismo na Pontifícia Universidade Católica do Rio de Janeiro. Estagiou no jornal O Globo. escrevendo também em várias revistas até se mudar definitivamente para Fortaleza, onde graduou-se em Administração pela Universidade Estadual do Ceará e fez Pós-Graduação em Administração/Gerência. Na Universidade Federal do Ceará fez Pós-Graduação em Teorias da Comunicação e da Imagem. Técnica em Administração da UECE, desde 1980, foi convidada para trabalhar em projetos especiais da Secretária de Cultura do Estado do Ceará, exercendo a função de Diretora Administrativa do Theatro José de Alencar.

## Obras
- Mosaicos - Contos, 2003
- Passagem secreta para a rua - Contos, 2008
- Quantas de nós - Contos, 2011
- Avenida dos ventos - Contos, 2012